# 聲波阻抗
聲波阻抗又稱為聲阻抗或音阻。聲波傳導實為「介質偏離平衡態的小擾動」的傳播，聲波阻抗即為將介質位移所需克服的阻力。定義為「聲壓 / 介質流過一面積的速度」，亦可表示為「介質密度與聲速的乘積」。

## 應用
聲波由一個介質傳遞到另一個介質時，經過一不連續介面，有多少聲能會穿過介面，有多少會反射，取決於兩個介質的聲波阻抗差異，當聲波阻抗差大於0.1%，而界面又遠大於波長，則發生反射，一部分聲能在界面後方的相鄰介質中產生折射。聲波阻抗差越大，則反射越強，如果界面比波長小，則發生散射。
人體中不同介質有其特定的聲速與聲阻抗，對聲速造成衰減的程度各異，超聲波射入體內，由表面到深部，將經過不同聲阻抗和不同衰減特性的器官與組織，因而產生不同的反射與衰減。根據接收到的回聲強弱，用明暗不同的光點依次顯示在屏幕上，可顯出人體的斷面超聲波圖像。